# Algerijnen in Nederland
Met Algerijnen in Nederland (Algerijns-Arabisch: الجالية الجزائرية في هولندا) worden in Nederland wonende Algerijnen, of Nederlanders van Algerijnse afkomst aangeduid. Volgens het Centraal Bureau voor de Statistiek (CBS) woonden er per 1 januari 2020 zo’n 11.777 Nederlanders met een Algerijnse migratieachtergrond in Nederland.

## Aantal
In de periode januari 1996 tot en met januari 2020 is het aantal Algerijnen in Nederland met bijna 80% toegenomen: van 4.879 personen naar 8.713 personen. Van de 8.713 Algerijnen in 2020 behoorden 4.159 tot de eerste generatie en 4.554 tot de tweede generatie. De meerderheid van de Algerijnen is mannelijk (55% in 2020); met name onder de eerste generatie is de geslachtsverhouding relatief scheef (60% mannelijk).
| Jaar             | 1996  | 2000  | 2005  | 2010  | 2015  | 2020   |
| ---------------- | ----- | ----- | ----- | ----- | ----- | ------ |
| Mannen           | 2.926 | 3.844 | 4.315 | 4.374 | 4.478 | 4.754  |
| Vrouwen          | 1.953 | 2.446 | 3.064 | 3.368 | 3.586 | 3.959  |
| Totaal           | 4.879 | 6.290 | 7.379 | 7.742 | 8.064 | 11.777 |
| Eerste generatie | 2.861 | 3.707 | 4.013 | 3.866 | 3.857 | 5.621  |
| Tweede generatie | 2.018 | 2.583 | 3.366 | 3.876 | 4.207 | 6.156  |

## Asielaanvragen
Het aantal asielaanvragen vanuit Algerije is sinds 1995 toegenomen. In 1995 waren er 651 asielaanvragen van Algerijnen, terwijl dit in 2018 verdubbelde naar 1.336 asielaanvragen (waarvan 1.267 eerste asielaanvragen). In september 2016 vormden Algerijnen 16% van alle eerste asielaanvragen in Nederland. In 2019 vormden asielaanvragen uit Algerije de op vijfde na grootste groep aanvragen. De asielverzoeken van Algerijnen wordt bijna nooit ingewilligd, omdat Algerije als een 'veilig herkomstland' wordt aangemerkt. Mede hierdoor zijn de criminaliteitscijfers onder Algerijnse asielaanvragers in Nederland vrij hoog: ruim 21% tot 39% van de Algerijnse asielzoekers is in aanraking geweest met de politie.

## Bekende Algerijnen
- Hakim Traïdia (1956), theaterartiest en mimespeler
- Karim Bridji (1981), voetballer
- Chems Eddine Amar (1987), acteur
- Sofiane Boussaadia (1993), rapper
- Oussama Darfalou (1993), voetballer
- Amir Absalem (1997), voetballer
- Ramiz Zerrouki (1998), voetballer
- Camiel Neghli (2001), voetballer
- Naïm Matoug (2003), voetballer